# 7711 Říp
7711 Říp eller 1994 XF är en asteroid i huvudbältet som upptäcktes den 2 december 1994 av den tjeckiska astronomen Zdeněk Moravec vid Kleť-observatoriet. Den är uppkallad efter Říp, en kulle i Tjeckien.
Asteroiden har en diameter på ungefär 17 kilometer.